# Aspidoscelis cozumela
Aspidoscelis cozumela (косумельський батогохвіст) — вид ящірок родини теїдових (Teiidae). Мешкає в Мексиці і Белізі.

## Поширення і екологія
Косумельські батогохвости мешкають на островах Косумель, Мухерес і Турнеффе біля східного узбережжя Юкатану. Вони живуть у відкритих місцевостях і в чагарниках на пляжах та на узліссях доріг.